# تفجير مسجد قوات الطوارئ 2015
تفجير مسجد قوات الطوارئ في مدينة أبها جنوب السعودية هو تفجير انتحاري وقع في يوم الخميس 21 شوال 1436 هـ الموافق 6 أغسطس 2015 أثناء أداء صلاة الظهر بالمسجد ، ونتج عنه مقتل 15 شخص وهم: 5 رجال أمن من قوات الطوارئ، و 6 متدربون بالدورات الخاصة بأعمال الحج، و 4 عمال من الجنسية البنغلاديشية.

## تفاصيل الحادثة
أثناء قيام مجموعة من منسوبي قوات الطوارىء الخاصة بمنطقة عسير بأداء صلاة الظهر جماعة في مسجد مقر القوات، حدث تفجير في جموع المصلين نتج عنه مقتل 15 شخص من منسوبي القوات ومن العاملين في الموقع وإصابة سبعة آخرين، كما عثر في الموقع على أشلاء يعتقد أنها ناتجة عن تفجير بأحزمة ناسفة.
ذكرت قناة الإخبارية السعودية أن المُنتحر كان يقف في منتصف المسجد بالضبط لحظة تفجير نفسه، وأن الانتحاري استغل وجود أبواب غير محروسة للدخول للمسجد.

## تنظيم داعش يتبنى عملية التفجير
أعلن تنظيم داعش مسؤوليته عن التفجير داخل مسجد قوات الطوارئ الخاصة في منطقة عسير، وقال التنظيم في بيان تم تناقل صورته أن المنفذ يدعى «أبو سنان النجدي»، وفي وقت لاحق كشف التنظيم عن صورة منفذ الهجوم والذي بدا في العقد الثاني من عمره.

## الشهداء
بعد مرور يوم على الحادثة أعلنت وزارة الداخلية السعودية عن هوية المنفذ للتفجير وهو يوسف بن سليمان عبد الله السليمان سعودي الجنسية، من مواليد 1415 هـ. كما أعلنت عن أسماء المتوفين جراء الانفجار وهم:
1. العريف / أحمد موسى علي آل حسان الربعي.
2. العريف/ سلطان محمد أحمد الشهراني.
3. العريف / عبد الله أحمد عبد الله آل عواض عسيري.
4. العريف / مفرح علي أحمد آل أبو مرعي عسيري.
5. العريف / عيد ماطر مبارك الشهراني.
6. جندي متدرب / عبد الله عائض عبد الله آل سعد.
7. جندي متدرب / عمر أحمد عمر أبو شوشه عسيري.
8. جندي متدرب / عبد العزيز عبد الله يحيى بن مشراف.
9. جندي متدرب/ فلاح جابر سعد آل شنان القحطاني.
10. جندي متدرب / مشعل علي مغرم العسيري.
11. جندي متدرب/ ممدوح مسفر محمد المسيلي الحارثي.
12. محمد بلال حسين محمد - بنغلاديشي الجنسية.
13. أفاز الدين نور نوبي- بنغلاديشي الجنسية.
14. مد جبيبون عبد الحميد- بنغلاديشي الجنسية.
15. مقال مريدة - بنغلاديشي الجنسية.

## تفاصيل تنفيذ العملية
أعلنت وزارة الداخلية السعودية في بيان لها نشر في 31 يناير 2016 عن تفاصيل العملية حيث قالت أن الانتحاري يوسف سليمان عبد الله السليمان قدم من منطقة الجوف إلى العاصمة الرياض وتم استقباله في شقة لحي الفلاح (تم مداهمتها لاحقا) ثم بعد ذلك تم نقله لإستراحة بمدينة ضرما (تم مداهمتها لاحقا) حيث تدرب هناك على استخدام الحزام الناسف وسجل وصيته بالصوت والصورة ثم قام فهد فلاح الحربي (تم القبض عليه لاحقا) بنقله من العاصمة الرياض إلى منطقة عسير حيث سلمه لأحدى الخلايا اللتي يقودها المطلوب سعيد عائض آل دعير الشهراني ثم قام فهد فلاح الحربي مرة أخرى في وقت لاحق بنقل الحزام الناسف من الرياض إلى منطقة عسير مستغلا زوجته عبير الحربي (موقوفه حاليا) حيث خبأ الحزام الناسف عند موضع قدمها مستغلا وضعها كإمرأة، ثم في صباح يوم العملية ذهب الانتحاري يوسف السليمان مع الجندي في قوات الطوارئ صالح علي عايض آل دعير الشهراني اللذي سهل للانتحاري الدخول إلى مصلى قوات الطوارئ ووصف البيان الجندي صالح الشهراني بالخائن والمتأثر بأفكار عمه قائد الخلية سعيد عائض آل دعير الشهراني وأنه استطاع في بداية الأمر إبعاد الشبهات عنه قبل أن يفضحه الله «على حد وصف البيان» وقبض على إثنين آخرين وهم فؤاد محمد يحيى آل دهوي وصالح فهد الدريعان  وأعلنت وزارة الداخلية السعودية عن قائمة مكونه من 9 مطلوبين من المتهمين بتفجير مسجد قوات الطوارئ 2015 في أبها اللذين لا يزالوا فارين أبرزهم قائد الخلية سعيد عائض آل دعير الشهراني.

## ردود الفعل

### العربية والإسلامية
- مجلس التعاون الخليجي: دانت دول مجلس التعاون لدول الخليج العربية بشدة حادث التفجير الانتحاري الجبان الذي استهدف مسجد قوات الطوارئ في مدينة أبها بالمملكة العربية السعودية. وأعرب الأمين العام لمجلس التعاون الدكتور عبداللطيف بن راشد الزياني عن وقوف دول المجلس ومساندتها للمملكة العربية السعودية في كل ما تتخذه من إجراءات لحماية أمنها واستقرارها وضمان سلامة مواطنيها، ومحاربة هذه الجماعات الارهابية التي تخلت عن كل القيم والمبادئ الإنسانية.
- جامعة الدول العربية: دانت جامعة الدول العربية التفجير الإرهابي الذي استهدف مسجدًا لقوات الطوارئ في منطقة عسير، وأسفر عن سقوط عدد من الشهداء والجرحى. وأعرب الأمين العام لجامعة الدول العربية الدكتور نبيل العربي عن خالص تعازيه ومواساته لأسر الضحايا والجرحى، مؤكداً تضامن الجامعة العربية مع المملكة العربية السعودية في جهودها المتواصلة لدحر الإرهاب واجتثاث جذوره والتخلص من شروره. وشدد على ضرورة المواجهة الشاملة للقضاء على الإرهاب من خلال تعبئة كافة الجهود وتوثيق التعاون والتنسيق على المستوى العربي والإقليمي والدولي لهزيمة الإرهاب وتصفيته من جذوره.[10]

### الدولية
- الأمم المتحدة: دان الأمين العام للأمم المتحدة بشدة الهجوم الإرهابي الذي استهدف مسجداً تابعاً لقوات الطوارئ بمنطقة عسير جنوبي السعودية، وأدي ألى مقتل حوالي 15 من رجال الأمن. وأكد بان كي مون أنه لا يوجد أي مبرر للهجمات الإرهابية التي تستهدف دور العبادة معرباً عن أمله بجلب الجناة إى العدالة في أقرب وقت.
- مجلس الأمن التابع للأمم المتحدة: أدان مجلس الأمن الدولي الهجوم الإرهابي الذي استهدف مسجدًا لقوات الطوارئ الخاصة جنوب غرب السعودية، مؤكدًا على «ضرورة تقديم مرتكبيى ومنظمي وممولي ورعاة هذه الأعمال الإرهابية التي تستحق الشجب إلى العدالة». جاءت الإدانة الشديدة في بيان صحفي صدر عن مجلس الأمن وجاء في البيان أن أعضاء المجلس «أكدوا مرة أخرى على ضرورة دحر تنظيم داعش والقضاء على ما يعتنقه من تعصب وعنف وكراهية».

## اقرأ أيضا
- تفجير العنود 2015
- تفجير القديح 2015
- قائمة الحوادث الإرهابية، 2015
- تفجير الحائر 2015